# Прокопий Мелнишки
Прокопий (на гръцки: Προκόπιος) е български духовник, последователно митрополит на Херцеговинска и Мелнишка епархия на Цариградската патриаршия.

## Биография

### Ранни години
Светското име и датата на раждане на Прокопий не са известни. Той е роден в българско семейство в сярското село Мелникич. Серските гръцки подконсули Г. Лангадас и Аристидис Метаксас го определят като „българин по род“ (Οὗτος Βούλγαρος ὤν τό γένος), но според съвременния гръцки изследовател Йоанис Бакас това се дължи на политиката му, а не на „славофонията“ му. Сръбският духовник и историк епископ Сава Шумадийски също го определя като „българин по рождение“. Относно родното му място съществуват и други мнения, като за такова се сочат сярското село Кула и градчето Нигрита, но последната теза е отхвърлена като недостоверна. Светската му фамилия е Бояджиев или Деспотов (Βογιατζής, Δεσποτίδης).
Той получава образование в манастира „Свети Йоан Предтеча“ край град Сяр, където приема монашески сан. За това се съди по тесните връзки с манастира и приятелството му с игумена Теодосий Гологанов. Запознава се с митрополит Неофит Драмски, който от 1836 до 1838 година е наместник на Сярската митрополия. През 1842 година Неофит е преместен в Деркоската митрополия и той взима със себе си Прокопий, който в 1849 година е ръкоположен за архидякон.

### Трикийски епископ
На 14 май 1849 година Прокопий е избран за трикийски епископ в Лариската митрополия. През 1854 година той взема участие в гръцкото въстание в Тесалия, поради което е осъден от властите за революционна дейност. Пред септември 1854 година е свален с патриаршеско и синодално решение и заедно с други клирици, участвали във въстанието, е заточен в Иверския манастир, Света гора.

### Епитроп на Мелнишка епархия
В 1857 година е реабилитиран, напуска Света гора, и от юли 1857 година е изпратен за наместник на мелнишкия митрополит Дионисий. До 20 септември 1863 година той е реален управник на Мелнишката епархия, тъй като митрополитът участва в заседанията на Светия Синод в Цариград. В Мелник Прокопий работи за изглаждане на отношенията между българи и гърци, както и за добро съжителство с турците и посредничи пред агата на Мелник за отмяна на несправедливи решения. Тъй като не работи дейно за гръцките интереси е обвявен от подконсула на гръцкото сярско консулство Лангадас за „вероломен“ и обвинен в панславизъм. Обвиненията идват, когато Прокопий при липса на образовани клирици в епархията, довежда в нея свещеници от Рилския манастир - вече виден български духовен център, които служат на български в селата, в които са поставени. Лангадас пише на външния министър Петрос Делиянис и се опитва чрез гръцкото посолство в Цариград да накара митрополит Дионисий да отзове Прокопий като епитроп и да бъде преместен в нетолкова критична митрополия.

### Херцеговински митрополит
Документът пристига в Цариград на 1 октомври, а още на 20 септември 1863 година Прокопий е избран за глава на Херцеговинската епархия в Мостар. На 20 януари 1864 година отпътува от Мелник и на 6 април 1864 година пристига в Мостар. В Херцеговина Прокопий остава девет години до 1875 година. Вика при себе си за протосингел Теодосий Гологанов, племенника на игумена на Серския манастир Теодосий, който обаче се замесва в революционна дейност и е арестуван от властите.
Като херцеговински митрополит Прокопий се оказва много по-добър от предшествениците си. Харчи свои пари за обществени нужди, грижи се за просветното дело и защитава свещенството от турските зулуми. При управлението му в Мостар в 1868 година е обновена и осветена църквата на манастира Милешево, както и новият мостарски храм в 1873 година. С наближаването на войната между Черна гора и Турция, Прокопий подава молба за преместване.

### Мелнишки митрополит
На 12 (25) май 1875 година е избран за мелнишки митрополит и на 7 юли 1875 година пристига в Мелник. Характерен навик на Прокопий е често да обикаля архиерейските райони на епархията си. В Мелник отново показва специален интерес за образованието на бъдещите духовници, но този път не води хора от Рилския манастир, а от Серския „Свети Йоан Предтеча“, където работи свещеническо училище. Така например моли игумена Теодосий да приеме различни ученици - Васил от Латрово, Атанас Стоянов от Голешово, Димитър Божиков от Савяк, обикновено срещу задължението да станат после свещеници.
След избора му се изявява като върл гонител на българщината, но по-късно започва явно да толерира българските училища и славянското богослужение в епархията си. Към 1881 година той успява да присъедини към Мелнишката епархия Горноджумайската каза, числяща се дотогава към Българската екзархия и гарантира на паството си, че богослужението и обучението в района ще продължат да се извършват на роден език. По териториален обхват неговата епархия става първа в Македония, което укрепва позициите му. Мелнишките гърци няколко пъти писмено се оплакват на Патриаршията и искат неговото отстраняване. Прокопий е един от най-неудобните владици за гърцизма. Благодарение на пробългарската си политика, откритото толериране на българската просвета и богослужение и сътрудничеството си с Екзархията той се превръща в персона нон грата за Патриаршията. Под натиска на гръцката дипломация и при реалния риск Прокопий да присъедини на два пъти (през 1885-1886 и 1890 година) епархията си към Екзархията, Цариградската патриаршия прави два опита да го отстрани и още два да го преназначи в Мала Азия или Западните Балкани.
Поддържа връзки със Стефан Веркович, препоръчан му от игумен Теодосий, и му дава данни за Демирхисарската, Мелнишката, Петричката и част от Сярската каза, които в 1889 година Веркович публикува в „Топографическо-этнографическій очеркъ Македоніи“.
Като мелнишки владика Прокопий подпомага основния ремонт на сградана на българското училище в града. Сътрудиничи с българския лидер Костадин Попстоянов, и по време на неговото управление сред българското население, което е мнозинство в епархията, няма силно антигръцко брожение.
През 1891 година с Прокопий Мелнишки, няколко месеца преди неговата смърт се среща с Васил Кънчов, който описва посещението си така:
| „ | Той ме прие на салона много приветливо. Разговаряхме за българските училища, на които той никаква спънка не прави. Владиката беше много застарял и ослабнал; зрението му беше повредено. Той говори местното българско наречие, което му е родно. Доведохме разговора върху българското отцепление. — „Не ще ли бъде един бляскав венец на вашия живот, дядо, ако на стари години вие се отцепите от гръцката патриаршия, която толкова ви мрази? — казах му аз: — цялата епархия ще ви последва.“ — „Не може, синко — отговори владиката, — не става това. Аз скоро ще умра и народът тогава ще се оправи. До где съм жив, не може.“ | “ |

Прокопий Мелнишки умира на 28 август 1891 година. Той завещава на наследниците си да разпродадат вещите му и получените средства да се разпределят между училищата в Мелник, Сяр и родното му село. Серският силогос и Мелнишката гръцка община искат да отнемат имуществото му. Цариградската патриаршия изпраща свой представител, който се опитва да оспори завещанието. След намесата на османските власти въпросът е уреден съгласно волята му. По този повод гръцкият вестник „Неологос“ посмъртно хули митрополита и го обвинява за поведението си, „защото е бил и същински българин“.
Според отец Ангел Столинчев, гърците не позволяват Прокопий Мелнишки да бъде погребан при митрополитската църква „Свети Николай“. Погребан е при манастира „Свети Никола“, като българин. По-късно костите му са извадени и разхвърляни.